# Sylvia Bataille
Sylvia Bataille (geb. Sylvia Maklès; * 1. November 1908 in Paris; † 22. Dezember 1993 ebenda) war eine französische Schauspielerin.

## Leben
Im März 1928 heiratete Sylvia Maklès den Schriftsteller und Philosophen Georges Bataille: Ihre Tochter Laurence Bataille wurde 1930 geboren. Schon 1934 trennte sich das Paar wieder, offiziell wurde die Ehe aber erst 1946 geschieden.
Seit 1938 lebte Sylvia Bataille mit dem Psychoanalytiker Jacques Lacan zusammen, den sie 1953 heiratete. Ihre Tochter aus dieser Beziehung, die später selbst als Psychoanalytikerin bekannt gewordene Judith Miller, wurde 1941 geboren.
Ihre Schauspielkarriere begann Sylvia Bataille am Theater, wirkte aber auch bereits früh in kleineren Rollen bei Filmen mit. Um 1930 herum gehörte sie zur Compagnie des quinze, mit der sie am Pariser Théâtre du Vieux Colombier auftrat. Gemeinsam mit einigen anderen Mitgliedern der Compagnie des quinze wechselte sie 1932 zur linksgerichteten, von Jacques Prévert geleiteten Groupe Octobre. Ihr Schaffen als Filmschauspielerin umfasste in dem Zeitraum zwischen 1930 und 1950 ungefähr dreißig Produktionen – Ihre bekannteste Rolle dabei war die Darstellung der Henriette in Jean Renoirs Film Eine Landpartie aus dem Jahr 1936.

## Filmografie (Auswahl)
- 1936: Das Verbrechen des Herrn Lange (Le crime de Monsieur Lange) – Regie: Jean Renoir
- 1936: Eine Landpartie (Une partie de campagne) – Regie: Jean Renoir
- 1946: Pforten der Nacht (Les portes de la nuit) – Regie: Marcel Carné